# Kazachstánská hokejová reprezentace do 20 let
Kazachstánská hokejová reprezentace do 20 let je výběrem nejlepších kazachstánských hráčů ledního hokeje v této věkové kategorii. Mužstvo je účastníkem A skupiny I. divize juniorského mistrovství světa.
Mužstvo vzniklo v roce 1993, do té doby nejlepší kazašští hráči nastupovali za sovětskou reprezentaci. V roce 1997 si Kazaši vydobyli postup do elitní skupiny MSJ, ve které vydrželi následující čtyři ročníky. Pátou a šestou účast si připsali v letech 2008 a 2009, jinak hrali pravidelně I. divizi, do elitní skupiny nakoukli opět na ročníky 2019 a 2020. Nejlepším umístěním mezi elitou bylo šesté místo z roku 1999 a žádný hráč Kazachstánu nebyl na hlavním turnaji oceněn žádnou individuální cenou.

## Účast v elitní skupiněmistrovství světa
| MS       | Místo konání                   | Umístění           |
| -------- | ------------------------------ | ------------------ |
| MSJ 1998 | Finsko (Helsinky, Hämeenlinna) | 7. místo           |
| MSJ 1999 | Kanada (Winnipeg, Brandon)     | 6. místo           |
| MSJ 2000 | Švédsko (Skellefteå, Umeå)     | 8. místo           |
| MSJ 2001 | Rusko (Moskva, Podolsk)        | 10. místo (sestup) |
| MSJ 2008 | Česko (Pardubice, Liberec)     | 8. místo           |
| MSJ 2009 | Kanada (Ottawa)                | 10. místo (sestup) |
| MSJ 2019 | Kanada (Vancouver, Victoria)   | 9. místo           |
| MSJ 2020 | Česko (Ostrava, Třinec)        | 10. místo (sestup) |
| MSJ 2025 | Kanada (Ottawa)                | 10. místo (sestup) |

## Individuální rekordy na MSJ
(pouze elitní skupina)

### Celkové
Utkání: 20, Pavel Jakovlev a Vladimir Logvin (oba 1999, 2000, 2001)
Góly: 6, Vadim Sozinov (2000, 2001) a Jevgenij Rymarev (2008)
Asistence: 11, Nikolaj Antropov (1998, 1999)
Body: 14, Nikolaj Antropov (1998, 1999)
Trestné minuty: 59, Roman Azanov (2000, 2001)
Vychytaná čistá konta:  1, Vitalij Kolesnik (1999)
Vychytaná vítězství: 1, šest brankářů

### Za turnaj
Góly: 6, Jevgenij Rymarev (2008)
Asistence: 6, Nikolaj Antropov (1998)
Body: 8, Nikolaj Antropov (1999)
Trestné minuty: 43, Vadim Sozinov (2000)
Vychytaná čistá konta:  1, Vitalij Kolesnik (1999)
Vychytaná vítězství: 1, šest brankářů

## Souhrn výsledků v nižších divizích
B skupina (od roku 2000 I. divize) je druhou kategorií MS, třetí kategorií je C skupina (od roku 2000 II. divize). Skupina C2, ve které se ocitl Kazachstán v roce 1995, byla pro daný rok 4. úrovní.
- 1993, 1994, 1995 - kvalifikace o C skupinu
- 1995 - 1. místo v C2 skupině (postup)
- 1996 - 1. místo v C skupině (postup)
- 1997 - 1. místo v B skupině (postup)
- 2002 - 5. místo v I. divizi
- 2003 - 3. místo v jedné ze dvou skupin I. divize
- 2004 - 5. místo v jedné ze dvou skupin I. divize
- 2005 - 2. místo v jedné ze dvou skupin I. divize
- 2006 - 2. místo v jedné ze dvou skupin I. divize
- 2007 - 1. místo v jedné ze dvou skupin I. divize (postup)
- 2010 - 4. místo v jedné ze dvou skupin I. divize
- 2011 - 4. místo v jedné ze dvou skupin I. divize
- 2012 - 2. místo v B skupině I. divize
- 2013 - 2. místo v B skupině I. divize
- 2014 - 2. místo v B skupině I. divize
- 2015 - 1. místo v B skupině I. divize (postup)
- 2016 - 3. místo v A skupině I. divize
- 2017 - 4. místo v A skupině I. divize
- 2018 - 1. místo v A skupině I. divize (postup)
- 2021 - nižší divize zrušeny kvůli pandemii koronaviru